# Comarca de Fátima do Sul
A Comarca de Fátima do Sul é uma comarca brasileira localizada no estado de Mato Grosso do Sul, a 250 quilômetros da capital.

## Generalidades
Sendo uma comarca de segunda entrância, tem uma superfície total de 2.553 km², o que totaliza 0,7% da superfície total do estado. A povoação total da comarca é de 29 mil habitantes, cerca de 1% do total da povoação estadual, e a densidade de povoação é de 11,3 habitantes por km².
A comarca inclui os municípios de Fátima do Sul, Vicentina e Jateí. Limita-se com as comarcas de Batayporã, Ivinhema, Glória de Dourados, Deodápolis, Dourados, Caarapó e Naviraí
Economicamente possui PIB de R$ 341 753 000,00 e PIB per capita de R$ 11 808,20